# Melo (zoologia)
Melo Broderip, 1826 è un genere di molluschi gasteropodi della famiglia Volutidae.

## Tassonomia
Comprende le seguenti specie:
- Melo aethiopicus (Linnaeus, 1758)
- Melo amphora, (Lightfoot, 1786)
- Melo ashmorensis H. Morrison & Wells, 2005
- Melo broderipii (Griffith, E. & E. Pidgeon, 1834)
- Melo georginae (Griffith, E. & E. Pidgeon, 1834)
- Melo melo (Lightfoot, 1786)
- Melo miltonis (Griffith, E. & E. Pidgeon, 1834)
- Melo nautica (Lamarck, 1822)
- Melo umbilicatus (Broderip in Sowerby, 1826)

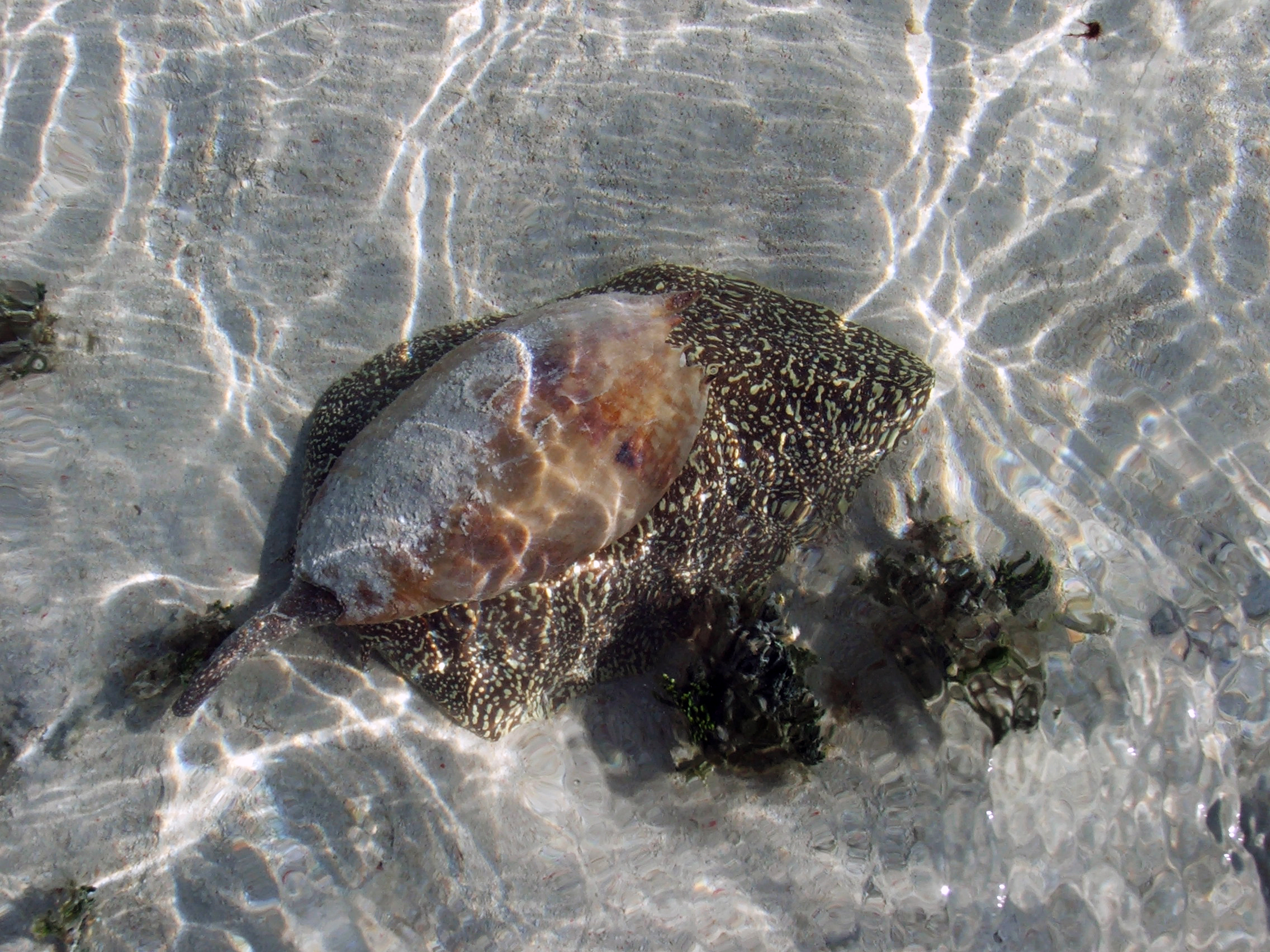
Melo amphora
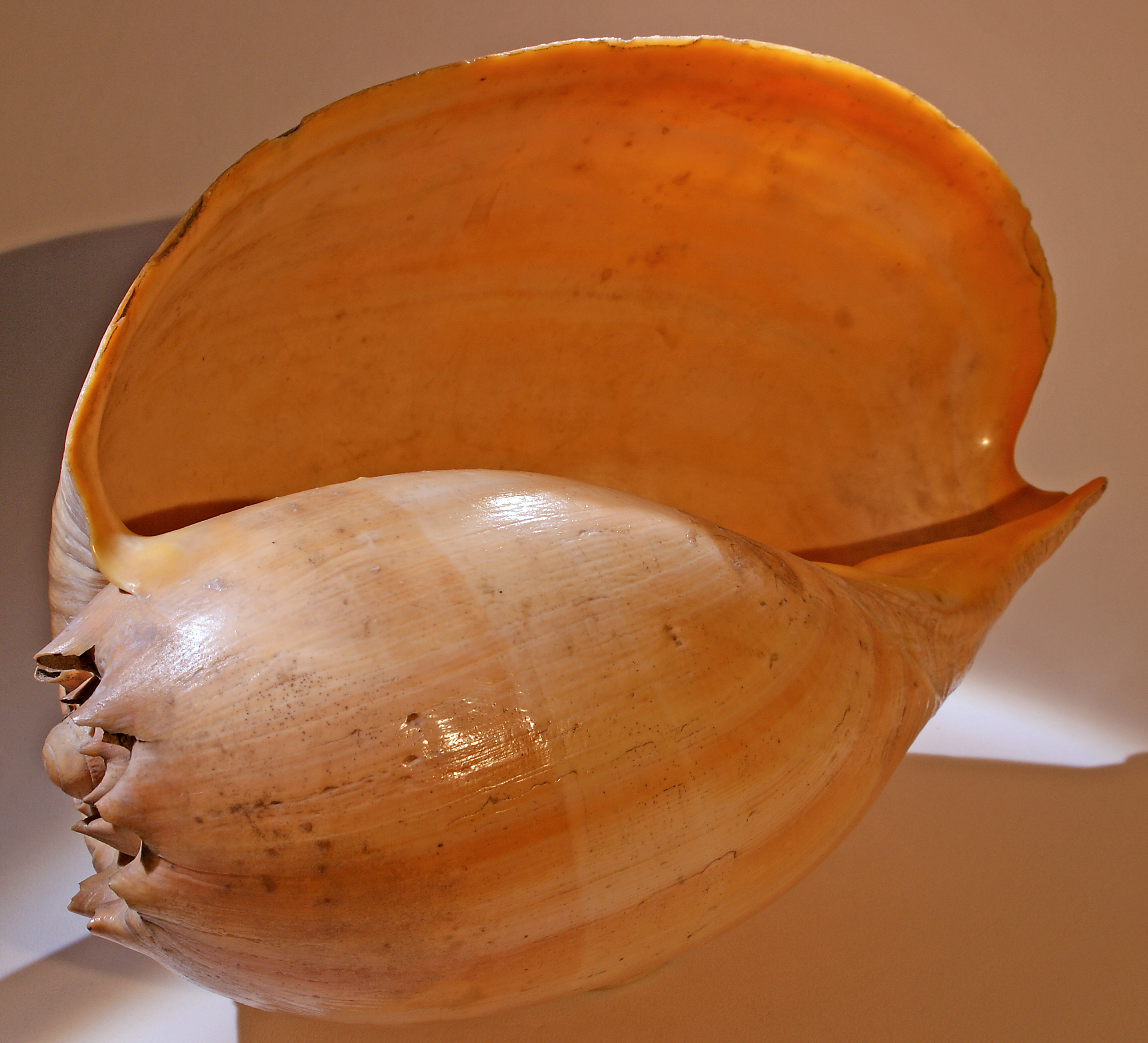
Melo aethiopica
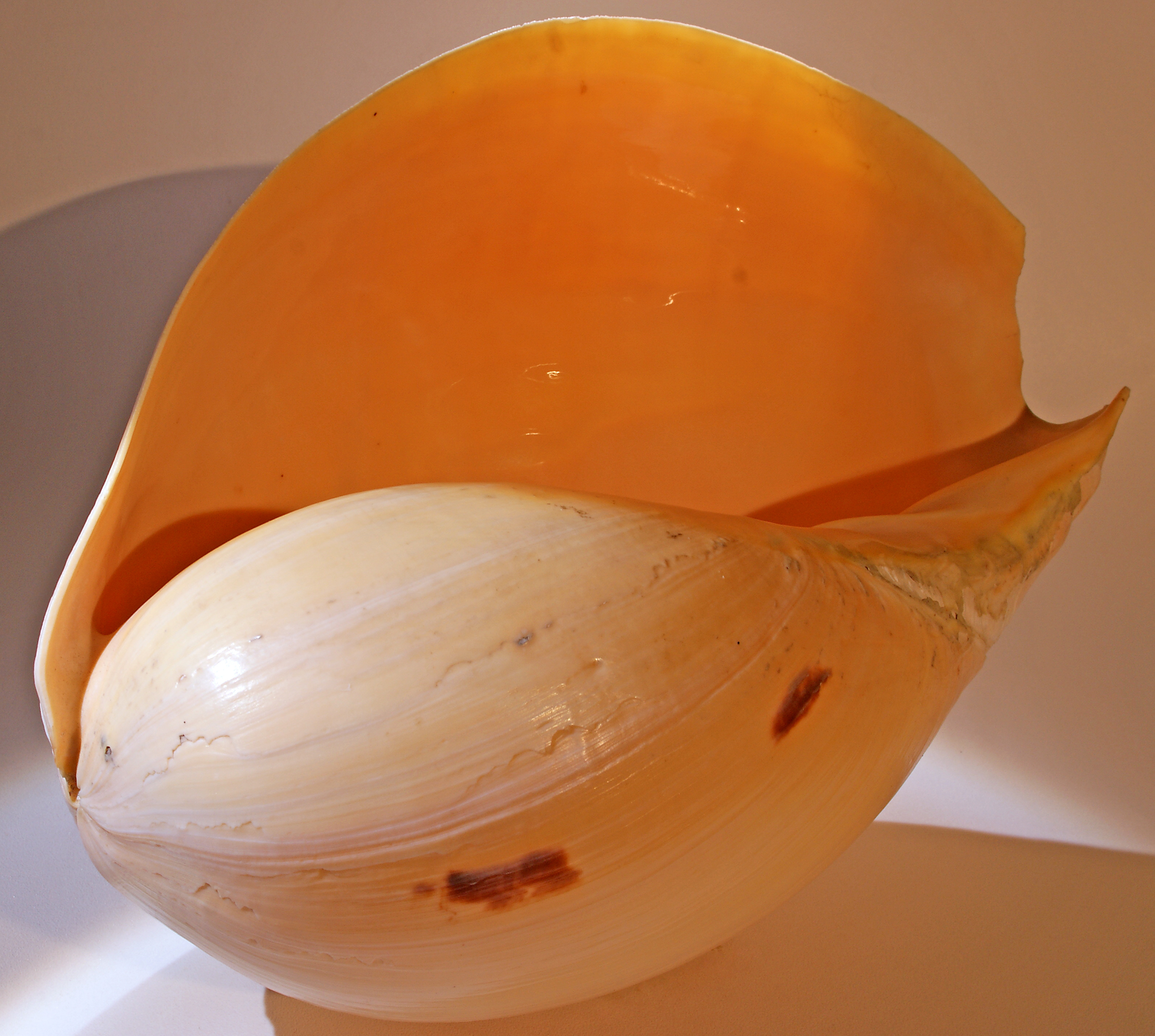
Melo melo
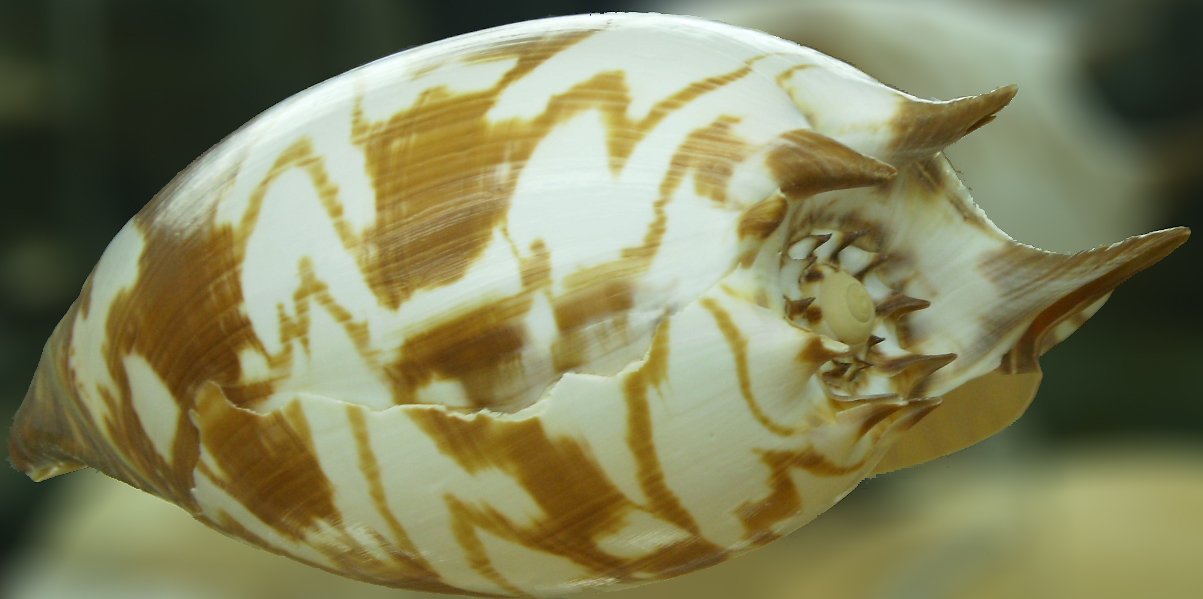
Melo umbilicatus